# Campephilus
Campephilus is een geslacht van vogels uit de familie van de spechten (Picidae). De wetenschappelijke naam van het geslacht is voor het eerst geldig gepubliceerd in 1840 door Gray.

## Soorten
De volgende soorten zijn bij het geslacht ingedeeld:
- Campephilus gayaquilensis – Guayaquilspecht
- Campephilus guatemalensis – Koningsspecht
- Campephilus haematogaster – Grote roodbuikspecht
- Campephilus imperialis – Keizerspecht
- Campephilus leucopogon – Crèmerugspecht
- Campephilus magellanicus – Magelhaenspecht
- Campephilus melanoleucos – Zwartkeelspecht
- Campephilus pollens – Bruingebandeerde specht
- Campephilus principalis – Grote ivoorsnavelspecht
- Campephilus robustus – Grote roodkopspecht
- Campephilus rubricollis – Roodnekspecht
- Campephilus splendens – Subliemspecht